# 端平更化
端平更化，是绍定六年（1233年）史弥远病死、宋理宗亲政改元「端平」後實施的改革。
權相史弥远共擅權二十五年，南宋日渐衰落。理宗一親政就任用洪咨夔等人做监察御史，彈劾了史弥远一党的“三凶”梁成大、李知孝、莫泽。而被史弥远排斥的真德秀、魏了翁则被召入朝。当时紙幣的发行量超过三亿贯，通貨膨脹，物价飞涨。宋廷停止发行新幣，回收部分旧幣，并动用库存黄金十万两、白银数百万两平抑物价。但是不久蒙古入侵，南宋军费陡升，宋廷不得不大量发行貨幣以缓解财政压力。最終经济整顿破產。
宋理宗一直希望使理学成為正统官学，早在宝庆三年（1227年）就封朱熹为信国公。端平更化後，朱熹和理学大师周敦颐、程颢、程颐、张载都先后被入祀孔庙。淳祐元年（1241年）理宗又分别加封周敦颐为汝南伯、程颢为河南伯、程颐为伊阳伯、张载为郿伯。景定二年（1261年）理宗排定的入祀孔庙的名单包括：司马光、周敦颐、程颢、程颐、张载、朱熹、邵雍、张拭、吕祖谦。其中除司马光外，剩下的都是理学代表人物。
理宗的政治改革也要解決大量冗官，這是通过控制考中進士的人数和严格升迁制度辦到的。从端平元年开始，平均每次科考的中進士人数为四百五十人，而不是以前的平均每次六百人。理宗又规定无论在首都的朝官还是在外地的地方官都不得私荐官员，没有擔任过州县地方官的人不能進入朝廷做郎官，已经当上郎官的必须外放，补上州县地方官这一任。但這些措施流于表面，未能根本解決問題。